# Olympische Sommerspiele 2024/Teilnehmer (Tansania)
| Gelbes Symbol für Goldmedaillen mit stilisierten Olympischen Ringen | Graues Symbol für Silbermedaillen mit stilisierten Olympischen Ringen | Braundes Symbol für Bronzemedaillen mit stilisierten Olympischen Ringen |
| ------------------------------------------------------------------- | --------------------------------------------------------------------- | ----------------------------------------------------------------------- |
| —                                                                   | —                                                                     | —                                                                       |

Tansania nahm an den Olympischen Spielen 2024 vom 26. Juli bis zum 11. August 2024 in Paris mit 7 Athleten (4 Männer, 3 Frauen) teil. Es war die insgesamt 15. Teilnahme an Olympischen Sommerspielen.

## Teilnehmer nach Sportarten

### Judo
Andrew Thomas Mlugu erhielt eine Wildcard für den Wettbewerb im Leichtgewicht der Männer.
| Athleten            | Wettbewerb       | 1. Runde   | 1. Runde | 2. Runde | 2. Runde | Achtelfinale | Achtelfinale | Viertelfinale | Viertelfinale | Halbfinale / Trostrunde | Halbfinale / Trostrunde | Finale / Platz 3 | Finale / Platz 3 | Rang |
| Athleten            | Wettbewerb       | Gegner     | Ergebnis | Gegner   | Ergebnis | Gegner       | Ergebnis     | Gegner        | Ergebnis      | Gegner                  | Ergebnis                | Gegner           | Ergebnis         | Rang |
| ------------------- | ---------------- | ---------- | -------- | -------- | -------- | ------------ | ------------ | ------------- | ------------- | ----------------------- | ----------------------- | ---------------- | ---------------- | ---- |
| Männer              |                  |            |          |          |          |              |              |               |               |                         |                         |                  |                  |      |
| Andrew Thomas Mlugu | Klasse bis 73 kg | W. Tai Tin | 10s1:1   | —        | —        | J.-B. Gaba   | 0:10         | ausgeschieden | ausgeschieden | ausgeschieden           | ausgeschieden           | ausgeschieden    | ausgeschieden    | 9    |

### Leichtathletik
Insgesamt vier tansanische Leichtathleten hatten die Olympianormen des Weltverbandes erreicht. Sie starteten allesamt in den beiden Marathonwettbewerben.
Laufen und Gehen
| Athleten         | Wettbewerb | Vorlauf | Vorlauf | Halbfinale | Halbfinale | Finale    | Finale | Rang |
| Athleten         | Wettbewerb | Zeit    | Rang    | Zeit       | Rang       | Zeit      | Rang   | Rang |
| ---------------- | ---------- | ------- | ------- | ---------- | ---------- | --------- | ------ | ---- |
| Frauen           |            |         |         |            |            |           |        |      |
| Jackline Sakilu  | Marathon   | —       | —       | —          | —          | DNF       | DNF    | DNF  |
| Magdalena Shauri | Marathon   | —       | —       | —          | —          | 2:31:58 h | 40     | 40   |
| Männer           |            |         |         |            |            |           |        |      |
| Gabriel Geay     | Marathon   | —       | —       | —          | —          | DNF       | DNF    | DNF  |
| Alphonce Simbu   | Marathon   | —       | —       | —          | —          | 2:10:03 h | 17     | 17   |

### Schwimmen
| Athleten         | Wettbewerb     | Vorlauf | Vorlauf | Halbfinale    | Halbfinale    | Finale        | Finale        | Rang |
| Athleten         | Wettbewerb     | Zeit    | Rang    | Zeit          | Rang          | Zeit          | Rang          | Rang |
| ---------------- | -------------- | ------- | ------- | ------------- | ------------- | ------------- | ------------- | ---- |
| Frauen           |                |         |         |               |               |               |               |      |
| Sophia Latiff    | 50 m Freistil  | 28,42 s | 49      | ausgeschieden | ausgeschieden | ausgeschieden | ausgeschieden | 49   |
| Männer           |                |         |         |               |               |               |               |      |
| Collins Saliboko | 100 m Freistil | 53,38 s | 71      | ausgeschieden | ausgeschieden | ausgeschieden | ausgeschieden | 71   |